# Вдова (пьеса)
«Вдова, или Наказанный предатель» (фр. La Veuve ou Le Traître trahi) — пьеса в стихах французского драматурга Пьера Корнеля, впервые поставленная на сцене в 1631 году и опубликованная в 1633 году. Считается одной из пяти ранних пьес Корнеля, «занимающих промежуточное положение между трагикомедией и комедией нравов». Драматург здесь отказывается от использования характерных для французской драматургии традиций средневекового фарса и итальянской комедии дель арте, показывает умение выстраивать живые и занимательные диалоги. «Вдову» причисляют к «самым поэтичным и тонким» пьесам Корнеля.
Действие «Вдовы» происходит в парижском светском обществе и ограничивается любовными интригами. Филист и Клариса любят друг друга, но Филист не может поверить своему счастью: его возлюбленная молода, красива и к тому же намного богаче, чем он. Клариса пытается его приободрить и терпит неудачу. Друг Филиста Альсидон мошенническими методами пытается отбить у него возлюбленную, но все его козни оказываются разоблачены.